# 12440 Koshigayaboshi
12440 Koshigayaboshi è un asteroide della fascia principale. Scoperto nel 1996, presenta un'orbita caratterizzata da un semiasse maggiore pari a 3,0624958 UA e da un'eccentricità di 0,0417539, inclinata di 12,06743° rispetto all'eclittica.